# Canton de Mansle
Le canton de Mansle est une ancienne division administrative française, située dans le département de la Charente, en région Nouvelle-Aquitaine.
C'est le canton qui possédait le plus grand nombre de communes de la Charente mais, par sa superficie, il n'occupait que le cinquième rang dans le département.

## Histoire
Le 1er janvier 2008, le canton de Mansle, qui dépendait précédemment de l'arrondissement d'Angoulême, a été rattaché à celui de Confolens.

## Représentation

### conseillers généraux de 1833 à 2015
| Période | Période          | Identité                                | Étiquette             | Qualité |
| ------- | ---------------- | --------------------------------------- | --------------------- | --- |
| 1833    | 1836             | Léon Rangier (1765-1846)                |                       | Propriétaire à Cellefrouin |
| 1837    | 1845             | Comte Jules Louis Tryon de Montalembert |                       | Propriétaire - Maire de Mansle (1830-1839)                                                                                      |
| 1845    | 1852             | Jean Lavallée                           |                       | Notaire, maire de Mansle (1870-1871)                                                                                            |
| 1852    | 1874             | Eugène Jean-Baptiste Thiac              |                       | Propriétaire-agriculteur, notaire à Paris Maire de Puyréaux                                                                     |
| 1874    | 1880             | Théophile Brothier                      | Républicain           | Propriétaire à Saint-Front Juge de paix du canton de Mansle, conseiller d'arrondissement                                        |
| 1880    | 1883 (décès)     | Paul François Machenaud                 | Bonapartiste          | Médecin Maire de Mansle (1861-1870, 1871-1876 et 1877-1878), conseiller d'arrondissement                                        |
| 1883    | 1898             | Théophile Brothier                      | Républicain           | Propriétaire à Saint-Front Sénateur (1894-1900)                                                                                 |
| 1898    | 1928 (décès)     | Pierre Limouzain-Laplanche              | Républicain           | Propriétaire agricole Maire de Mansle (1888-1892, 1908-1919 et 1925-1928) Sénateur (1903-1928)                                  |
| 1928    | 1937 (décès)     | Gaston Robin                            | URD                   | Médecin |
| 1937    | 1940             | James Ferrant (1898-1974)               | USR                   | Vétérinaire à Saint-Amant-de-Bonnieure                                                                                          |
|         |                  |                                         |                       | |
| 1945    | 1955 (démission) | James Ferrant                           | RGR                   | Vétérinaire Maire de Saint-Amant-de-Bonnieure (1945-1974)                                                                       |
| 1955    | 1976             | Alexandre Martin                        | Rad.                  | Industriel Maire de Villognon (1949-1977)                                                                                       |
| 1976    | 1987 (décès)     | Pierre Mourier                          | UDF-PR                | Maire de Fontclaireau (1959-1987)                                                                                               |
| 1987    | 2008             | Michel Harmand                          | DVD puis UDF puis UMP | Éditeur Maire de Mansle depuis 1983 Président de la Communauté de Communes du Pays Manslois                                     |
| 2008    | 2015             | Nicole Bonnefoy                         | PS                    | Attachée parlementaire Sénatrice depuis 2008 Conseillère régionale (1998-2008) Elue en 2015 dans le Canton de Boixe-et-Manslois |

### Conseillers d'arrondissement (de 1833 à 1940)
Le canton de Mansle avait trois conseillers d'arrondissement. 
Il appartenait à l'arrondissement de Ruffec jusqu'à sa disparition en 1926.
| Période | Période      | Identité                                       | Étiquette                | Qualité |
| ------- | ------------ | ---------------------------------------------- | ------------------------ | --- |
| 1833    | 1839         | Jacques Lambert                                |                          | Propriétaire à Mansle                                                                                       |
| 1833    | 1839         | M. Martin-Lacombe                              |                          | Propriétaire à Fontclaireau                                                                                 |
| 1833    | 1845         | Jean Nadaud                                    |                          | Maire de Ventouse                                                                                           |
| 1839    | 1845         | Jean Lavallée                                  |                          | Notaire à Mansle                                                                                            |
| av.1848 | 1852         | Jean-Baptiste Auguste Arlin                    |                          | Médecin à Mansle                                                                                            |
| av.1848 | 1852         | Théophile Brothier                             |                          | Avocat, propriétaire à Saint-Front                                                                          |
| av.1848 | 1852         | Adolphe Léon André Rangier fils                |                          | Avocat, propriétaire à Cellefrouin                                                                          |
| 1852    |              | Jean Junien Nadaud (1797-1881)                 |                          | Notaire, maire de Cellefrouin                                                                               |
| 1852    | 1880         | Paul-François Machenaud                        |                          | Ancien chirurgien de la Marine, maire de Mansle                                                             |
| 1852    | 1861         | Jean Debenay-Lafond (1808-1880)                |                          | Notaire à Mansle                                                                                            |
| 1861    | 1874         | Théophile Brothier                             | Républicain              | Propriétaire à Saint-Front                                                                                  |
|         |              |                                                |                          | |
| 1871    | 1891 (décès) | Jean Auguste Georges Marie Modenel (1816-1891) | Républicain              | Négociant, propriétaire du château d'Échoisy, maire de Cellettes                                            |
| 1871    | 1881 (décès) | Cyprien Nadaud père (1827-1881)                | Droite                   | Notaire à Cellefrouin                                                                                       |
| 1880    | 1886         | Henri Bouillon                                 | Droite                   | Maire de Mansle                                                                                             |
| 1880    | 1886         | Eugène Isambert                                | Droite                   | Ancien conseiller de Préfecture, propriétaire du Château de Goué à Mansle                                   |
| 1881    | 1886         | François Charles Léaud (1853-1894)             | Républicain              | Notaire à Cellefrouin                                                                                       |
| 1886    | 1895         | Eugène Robin                                   | Républicain              | Négociant, maire de Mansle                                                                                  |
| 1891    | 1931         | Arsène Roudy (1857-?)                          | Républicain              | Agriculteur, maire de Saint-Angeau                                                                          |
| 1895    | 1913         | Louis-Firmin Videau (1845-?)                   | Républicain              | Propriétaire à Romefort, maire de Saint-Front                                                               |
| 1895    | 1898         | Pierre Limouzain-Laplanche                     | Républicain              | Propriétaire agricole Maire de Mansle (1888-1892)                                                           |
| 1913    | 1919         | Roger Proust                                   | Républicain              | Notaire à Mansle                                                                                            |
| 1919    | 1925         | James Ferrant                                  | Républicain              | Vétérinaire à Saint-Amant-de-Bonnieure                                                                      |
| 1925    | 1937         | Philippe-Maurice Cartron                       | Bloc des gauches-Radical | Médecin, conseiller municipal de Mansle                                                                     |
| 1931    | 1940         | Alcide Bois                                    | Radical                  | Cultivateur, adjoint au maire de Saint-Ciers-sur-Bonnieure                                                  |
| 1937    | 1940         | Henri Chaussepied                              | USR                      | Maire de Juillé                                                                                             |
| 1940    |              |                                                |                          | Les conseils d'arrondissement ont été suspendus par la loi du 12 octobre 1940 et n'ont jamais été réactivés |

Sources : Journal "La Charente" https://gallica.bnf.fr/ark:/12148/cb32740226x/date&rk=21459;2.

## Composition
- Aunac
- Bayers
- Cellefrouin
- Cellettes
- Chenommet
- Chenon
- Fontclaireau
- Fontenille
- Juillé
- Lichères
- Lonnes
- Luxé
- Mansle (chef-lieu)
- Mouton
- Moutonneau
- Puyréaux
- Saint-Amant-de-Bonnieure
- Saint-Angeau
- Saint-Ciers-sur-Bonnieure
- Sainte-Colombe
- Saint-Front
- Saint-Groux
- La Tâche
- Valence
- Ventouse
- Villognon

## Démographie
| 1962  | 1968  | 1975  | 1982  | 1990  | 1999  | 2006  | 2011  | 2012  |
| ----- | ----- | ----- | ----- | ----- | ----- | ----- | ----- | ----- |
| 9 208 | 8 952 | 8 571 | 8 401 | 8 321 | 8 532 | 8 698 | 9 050 | 9 117 |